# Scaphoideus atlantus
Scaphoideus atlantus är en insektsart som beskrevs av Ball 1932. Scaphoideus atlantus ingår i släktet Scaphoideus och familjen dvärgstritar. Inga underarter finns listade i Catalogue of Life.